# 佐賀師範学校
佐賀師範学校 （さがしはんがっこう） は第二次世界大戦中の1943年 （昭和18年） に、佐賀県に設置された師範学校である。
本項は、佐賀県師範学校・佐賀県女子師範学校などの前身諸校を含めて記述する。

## 概要
- 現・佐賀県成立の翌年、1884年 （明治17年） に創立された佐賀県師範学校を起源とする。
- 1928年 （昭和3年） に佐賀県女子師範学校が分離独立したが、1943年（昭和18年）に再び統合され、官立佐賀師範学校となった。
- 第二次世界大戦後の学制改革で新制佐賀大学教育学部 （現・文化教育学部） の母体の一つとなった。
- 同窓会は 「有朋会」 と称し、旧制 （佐賀師範・佐賀青師）・新制 （佐賀大学教育学部・文化教育学部） 合同の会である。

## 沿革

### 旧・佐賀県立期

#### 講習所、伝習所
- 1875年（明治8年）
  - 3月8日 - 旧・佐賀県、旧藩校弘道館明倫堂に（小学教員）講習所を設置[1]。
  - 5月15日 - 講習所を閉鎖。
- 1876年（明治9年）1月 - 旧・佐賀県内の中学区ごとに小学科伝習所 （あるいは教員伝習所）を設置[2]。
  - 佐賀・中原・塩田 （のち鹿島に移転）・唐津。

### 三潴県立、長崎県立期

#### 伝習所
- 1876年（明治9年）
  - 4月 - 旧・佐賀県が三潴県に併合される。
  - 8月 - 三潴県が分県し、現・佐賀県部分が長崎県に併合される。

#### 長崎県佐賀師範学校、長崎師範学校
- 1877年（明治10年）
  - 4月12日 - 鹿島・唐津の伝習所を廃止して佐賀に統合し、（長崎県）佐賀師範学校と改称。
    - 修業年限2年 （速成科は6ヶ月）、入学資格は17歳-35歳。

  - 9月- 速成科のみで仮開校。初代校長： 原口元照。
- 1878年（明治11年）
  - 3月 - 正式に開校式を挙行。
  - 6月 - 廃校。教員は旧制佐賀県立佐賀中学校に異動、生徒は長崎師範学校に移籍[3]。

### 佐賀県立期

#### 旧・佐賀県師範学校
- 1883年（明治16年）5月 - 現・佐賀県が長崎県から分離独立。
- 1884年（明治17年）7月1日 - 佐賀 北堀端 （現・佐賀市松原2丁目） の旧県庁建物にて佐賀県師範学校開校。
  - 師範学校教則大綱に準拠し、中等科 （2年半）・高等科 （4年） を設置。
- 1886年（明治19年）7月 - 旧佐賀城本丸の佐賀始審裁判所跡に移転。

#### 佐賀県尋常師範学校
- 1886年（明治19年）9月1日 - 師範学校令に準拠し、佐賀県尋常師範学校と改称 （本科4年制）[4]。
- 1888年（明治21年）3月 - 女子教員養成所を設置 （2年制、18歳以上対象）。
- 1890年（明治23年）
  - 4月 - 女子教員養成所を女子部に改組 （3年制）。
  - 10月 - 附属小学校を開設。

#### 佐賀県師範学校
- 1898年（明治31年）
  - 4月1日 - 師範教育令に準拠し、佐賀県師範学校と改称。
  - 9月 - 規則を制定し、男子入学資格： 16歳-20歳、女子入学資格： 17歳-20歳とする。
- 1907年（明治40年）4月 - 旧佐賀城三の丸 （九州沖縄八県連合共進会会場跡） に移転 （1908年（明治41年）5月移転完了）。
  - 男子部は現 佐賀県立博物館・美術館付近、女子部は現 佐賀大学文化教育学部附属中学校付近に所在。
- 1908年（明治41年）
  - 3月30日 - 規則を改定し、本科第一部 （4年制）・本科第二部 （男子のみ、1年制、中学卒対象）・予備科 （1年制。2年制高等小学校卒対象）・講習科を設置。
  - 4月： 私立佐賀婦人会附属幼稚園を代用附属とする。
- 1911年（明治44年）4月 - 女子部に本科第二部を開設 （高等女学校卒対象）[5]。佐賀市立赤松尋常小学校を代用附属とする。
- 1925年（大正14年）4月 - 本科第一部を5年制に変更 （2年制高等小学校卒対象）。校内に佐賀県実業補習学校教員養成所を附設 （のちの佐賀青年師範学校）。
- 1926年（大正15年）4月 - 専攻科を開設 （1年制）。
- 1928年（昭和3年）4月 - 女子部が分離独立し、佐賀県女子師範学校開校。佐賀県師範学校は男子校となった。
- 1931年（昭和6年）4月 - 本科第二部を2年制に延長。
- 1932年（昭和7年）- 本科第二部の募集を一時停止。
- 1940年（昭和15年）3月 - 本科第二部に 「大陸科」 を設置[6]。

#### 佐賀県女子師範学校
- 1888年（明治21年）3月 - 佐賀県尋常師範学校に女子教員養成所を設置 （2年制、18歳以上対象）。
- 1890年（明治23年）4月 - 女子教員養成所を女子部に改組 （3年制）。
- 1898年（明治31年）9月 - 佐賀県師範学校規則制定。女子入学資格： 17歳-20歳とする。
- 1907年（明治40年）4月 - 旧佐賀城本丸から旧三の丸に移転。女子部校舎跡地には現在 佐賀大学文化教育学部附属中学校がある。
- 1908年（明治41年）
  - 3月： 本科第一部が4年制となる。
  - 4月： 私立佐賀婦人会附属幼稚園を代用附属とする。
- 1911年（明治44年）4月 - 女子部に本科第二部を開設 （高等女学校卒対象）。
- 1925年（大正11年）4月 - 本科第一部を5年制に変更 （2年制高等小学校卒対象）。
- 1928年（昭和3年）
  - 3月20日 - 佐賀県女子師範学校学則を制定 （佐賀県令第24号）[7]。
  - 4月1日 - 佐賀県師範学校から女子部が分離独立し、佐賀県女子師範学校開校。
    - 本科第一部 （5年制、高等小学校卒対象）・本科第二部 （2年制、高等女学校卒対象）・専攻科を設置。
    - 校舎は旧女子部校舎を継承。
    - 佐賀婦人会附属幼稚園を引き続き代用附属とする。
- 1932年（昭和7年）4月 - 市立本庄尋常小学校を代用附属とする。

### 官立（国立）期

#### 佐賀師範学校
- 1943年（昭和18年）4月1日 - 佐賀県師範学校・佐賀県女子師範学校を統合し、官立佐賀師範学校設置。
  - 旧佐賀県師範学校校舎に男子部、旧佐賀県女子師範学校校舎に女子部を設置。
  - 本科 （3年制。中等学校卒対象）・予科 （高等小学校卒対象） を設置。
- 1947年（昭和22年）4月 - 男子部に附属中学校 （新制） を設置。
- 1949年（昭和24年）5月31日 - 新制佐賀大学発足。
  - 佐賀師範学校は佐賀青年師範学校と共に教育学部の母体として包括された。
- 1951年（昭和26年）3月 - 佐賀大学佐賀師範学校 （旧制）、廃止。

## 歴代校長
佐賀県師範学校（前身諸校を含む）
- 原口元照：1884年7月 - 1886年8月
- 花房重治：1886年9月20日[8] -
- 小宮山弘道：1890年12月23日 - 1893年7月3日
- 川島純幹：1893年8月26日 - 1896年1月29日
- 久保田貞則：1896年1月29日 - 1897年11月19日
- 須田辰次郎：1897年11月19日 - 1898年3月15日
- 瀧澤菊太郎：1898年3月23日 - 1900年8月17日
- 江尻庸一郎：1900年8月17日 - 1904年5月27日
- 川島庄一郎：1904年5月27日 - 1912年10月2日
- 森山辰之助：1912年10月2日 - 1917年7月6日
- 太田秀穂：1917年7月6日 -
- 副島松一[9]
- 張二男松
  - トヨタ自動車元社長・会長　張富士夫の祖父
- 守内喜一郎
- 山下直平
- 副島松一
- 林礼二郎

佐賀県女子師範学校
- 西岡源七：1928年4月 - ?
- 白井敏輔[10]

官立佐賀師範学校
- 白井敏輔：1943年4月1日[11] - ?
- 栗村虎雄：1945年4月1日 -
- 山本栄喜： ? - 1949年5月
- 内山良男：1949年5月 - ? 
  - 前・新潟第二師範学校校長。新制佐賀大学教育学部 初代学部長

## 校地の変遷と継承
佐賀師範学校男子部
前身の佐賀県師範学校から引き継いだ、佐賀市赤松町53番地 （現・城内1丁目、佐賀城三の丸跡） の校地を使用した。城内校地は後身の佐賀大学教育学部に引き継がれた。1966年に佐賀大学教育学部が現在の本庄キャンパス （旧・佐賀高等学校跡一帯） に移転した後、跡地には1968年から佐賀県立博物館が建設されたほか （1970年開館）、佐賀県立美術館が建設されて現在に至っている。
佐賀師範学校女子部
前身の佐賀県女子師範学校から引き継いだ、佐賀市赤松町19番地 （現・城内1丁目、男子部の西隣） の校地を使用した。1948年、男子部附属中学校 （現・佐賀大学文化教育学部附属中学校） が女子部校地に移転し、現在に至っている。

## 著名な出身者
- 武藤信義（陸軍軍人・元帥、中退）
- 黒田チカ（化学者、師範学校女子部卒）
- 池田龍雄（画家、退学）
- 永原マツヨ（学校法人永原学園創立者、女子師範学校卒）
- 大隈三好（作家）
- 重富健一（農業経済学）
- 江口季好（詩人）
- 小林肇（郷土史家）
- 中江豊造（速成科、小学校長、佐賀県会議員、衆議院議員）